# Хшонхувек
Хшонхувек (пол. Chrząchówek) — село на юго-востоке Польши, в гмине Коньсковоля, в Пулавском повяте Люблинском воеводства. Хшонхувек расположен на реке Курувкe, к северу от села Хшонхув. Население по состоянию на 31 марта 2021 года составляет 438 человек.
Хшаховек был основан в XV веке. Топонимика указывает на связь с близлежащим Хшахувом. В 1662 году село было частью поместья Лукаша Опалинского. В 1676 году село платило подушный налог с 58 подданных. В географическом словаре Царства Польского и других славянских стран указано, что в 1827 году в селе было 42 дома и 297 жителей. 